# خوسيه رييس رودريغيز
خوسيه رييس رودريغيز (بالإسبانية: José Reyes Rodríguez)‏ هو لاعب رماية مكسيكي، (و. 1906  م).

## وصلات خارجية
- خوسيه رييس رودريغيز على موقع أوليمبيديا (الإنجليزية)